# Anydrophila stuebeli
Anydrophila stuebeli (Calberla, 1891) è un lepidottero appartenente alla famiglia Erebidae, diffuso in Africa e Asia.

## Biologia

### Alimentazione
Le larve si cibano prevalentemente di Calligonum comosum.

## Distribuzione e habitat
La specie si trova nell'Iran sudoccidentale, in Giordania, Israele, Egitto (Sinai), Arabia Saudita e negli Emirati Arabi Uniti.